# Liste der Monuments historiques in Caudry
Die Liste der Monuments historiques in Caudry führt die Monuments historiques in der französischen Gemeinde Caudry auf.

## Liste der Bauwerke
| Bezeichnung    | Beschreibung | Standort                        | Kennzeichnung | Schutzstatus | Datum | Bild           |
| -------------- | ------------ | ------------------------------- | ------------- | ------------ | ----- | -------------- |
| Maison Dumont  | Wohnhaus     | 43, rue Émile-Salembier (Lage)  | PA59000067    | Inscrit      | 2001  |                |
| Ste-Maxellende | Kirche       | 17-19 rue Roger Salengro (Lage) | PA59000207    | Inscrit      | 2019  | weitere Bilder |

## Liste der Objekte
- Monuments historiques (Objekte) in Caudry in der Base Palissy des französischen Kultusministeriums